# Miguel Mercado
Miguel Ángel Mercado Melgar (Santa Cruz de la Sierra, 30 agosto 1975) è un ex calciatore boliviano, di ruolo attaccante.

## Caratteristiche tecniche
Giocava come attaccante, ricoprendo il ruolo di centravanti.

## Carriera

### Club
Mercado iniziò a giocare a calcio nel suo quartiere; si trasferì poi all'Academia Tahuichi, la principale scuola calcistica della Bolivia. Con la maglia verde dell'Academia si mise in evidenza, tanto da guadagnarsi il trasferimento al Bolívar, squadra campione in carica: il suo cartellino fu ceduto per metà al club di La Paz per 35.000 dollari. Alla sua prima stagione Mercado ebbe un buon impatto sulla massima serie boliviana, tanto da ottenere la convocazione per la Copa América 1995. Nel campionato 1996 fece parte della rosa del Bolívar che vinse il torneo. Replicò il successo l'anno seguente. Nel 2002 segnò 14 reti nella Liga del Fútbol Profesional, vincendo ancora una volta il trofeo. Nel Clausura 2003 fu il miglior marcatore stagionale con 18 reti, superando Francisco Ferreira e Limberg Gutiérrez. Nel 2006 lasciò il Bolívar: le 105 reti da lui segnate lo resero il quinto miglior marcatore della storia del club. Fu anche un prolifico realizzatore nel derby di La Paz tra Bolívar e The Strongest, con 11 gol . Passò al San José di Oruro e in seguito al Wilstermann di Cochabamba, prima di trasferirsi per la prima volta all'estero, agli uruguaiani del Defensor Sporting. Dopo aver giocato la seconda parte della stagione 2007-2008 tornò in patria, al The Strongest, con cui chiuse la carriera.

### Nazionale
Debuttò in Nazionale maggiore il 9 giugno 1995, in occasione dell'incontro di Copa Paz del Chaco di Asunción con il Paraguay. Nello stesso anno venne incluso nella lista per la Copa América. In tale competizione esordì contro l'Argentina l'8 luglio. Scese poi in campo contro Stati Uniti (11 luglio) e Cile (14 luglio); in quest'ultimo incontro segnò il gol dell'1-2 al 78º. Fu poi convocato nel 1997 e nel 1998, senza però mai essere schierato nelle qualificazioni a Francia 1998. Tornò a giocare nel 2002, in occasione di una amichevole con il Paraguay. Nel 2003 fu selezionato da Nelson Acosta per due incontri delle qualificazioni per Germania 2006 contro Argentina e Venezuela. Nel 2004 fu convocato per la Copa América. In tale manifestazione giocò da titolare tutte e tre le partite disputate dalla Bolivia.

## Palmarès

### Club

#### Competizioni nazionali
- Campionato boliviano: 5

Bolívar: 1996, 1997, 2002, Apertura 2004, Adecuación 2005

### Individuale
- Capocannoniere della Liga del Fútbol Profesional Boliviano: 1

Clausura 2003 (18 gol)